# Гупта (письмо)
Письмо гупта — одна из разновидностей индийского письма.
Использовалось для письма на санскрите и связано с империей Гуптов, период существования которой был временем больших религиозных и научных свершений и материального благополучия. Письмо гупта произошло от брахми и дало начало письменностям нагари, шарада и сиддхам, которые, в свою очередь, развились во многие важные письменности Индии, включая деванагари, гурмукхи и тибетское письмо.
Являясь абугидой, письмо гупта отличалось по сути от брахми и своих преемников только формой и очертанием графем и диакритик. На протяжении IV века н. э. буквы постепенно приобрели более курсивное и симметричное начертание, чем это было ранее. Это стало результатом стремления людей писать ещё быстрее и красивее. Это привело также к тому, что это письмо стало различаться в пределах империи, появились различные его вариации, которые классифицируются по трём, четырём или пяти категориям. Окончательная же классификация ещё не принята, потому что даже в одной отдельно взятой надписи могут быть несколько вариантов начертания того или иного знака. В этом смысле термин «письмо гупта» применяется к любым формам письма, берущим начало в период империи Гуптов, несмотря на отсутствие в них единообразия.
Сохранившиеся надписи на гупта в основном найдены на железных либо каменных колоннах и на монетах династии Гуптов. Надписи на последних отличаются от надписей на колоннах, в основном из-за консерватизма монетной системы. В результате вариативность письма гупта слабо отразилась на монетах, но зато на них, особенно на серебряных, место для надписей было ограничено. Поэтому многие символы на них искажены либо очень мелки.

## Алфавит
| a | i | u | e | o  | ṛ |
| ā |   |   |   | au |   |

| k | kh | g | gh | ṅ |
| c | ch | j | jh | ñ |
| ṭ | ṭh | ḍ | ḍh | ṇ |
| t | th | d | dh | n |
| p | ph | b | bh | m |
| y | r  | l | v  |   |
| ś | ṣ  | s | h  |   |